# デイビッドソン大学
デイビッドソン大学（デイビッドソンだいがく、Davidson College）は、アメリカ合衆国ノースカロライナ州デイビッドソン（シャーロット郊外）にある長老派教会系私立リベラル・アーツ・カレッジ。1837年創立。学部生のみ約1,800人の学生を抱え、学生対教授の人数比は9:1、クラスサイズの平均は16人、全講義の約70%は20人以下の学生数で行われているという、リベラル・アーツ・カレッジの特徴とも言える少人数制教育を徹底して行っている。同学はヒドゥン・アイビーの1つにも数えられている。USニューズ&ワールド・レポート誌が毎年出している大学ランキングでは、全米のリベラル・アーツ・カレッジの中で常に25位以内に入っている。同学のスポーツチーム、ワイルドキャッツは、NCAAディビジョンIのアトランティック10カンファレンスに主に所属している。

## 沿革
長老派教会のコンコード中会は、ウィリアム・リー・デイビッドソン2世から469エーカー（189.8ha）の土地を購入し、1837年、その土地にデイビッドソン大学を創立した。ウィリアム・リー・デイビッドソン2世は、独立戦争で司令官を務め、この地に程近いコーワンズ・フォードの戦いで殉職したウィリアム・リー・デイビッドソン准将の息子であった。校名はこのウィリアム・リー・デイビッドソンからつけられた。この時に入学した64人の新入生のうち、11人が1840年に第1回卒業生として卒業し、ピーター・スチュワート・ネイが新たに制作した校章が付された卒業証書を手にした。

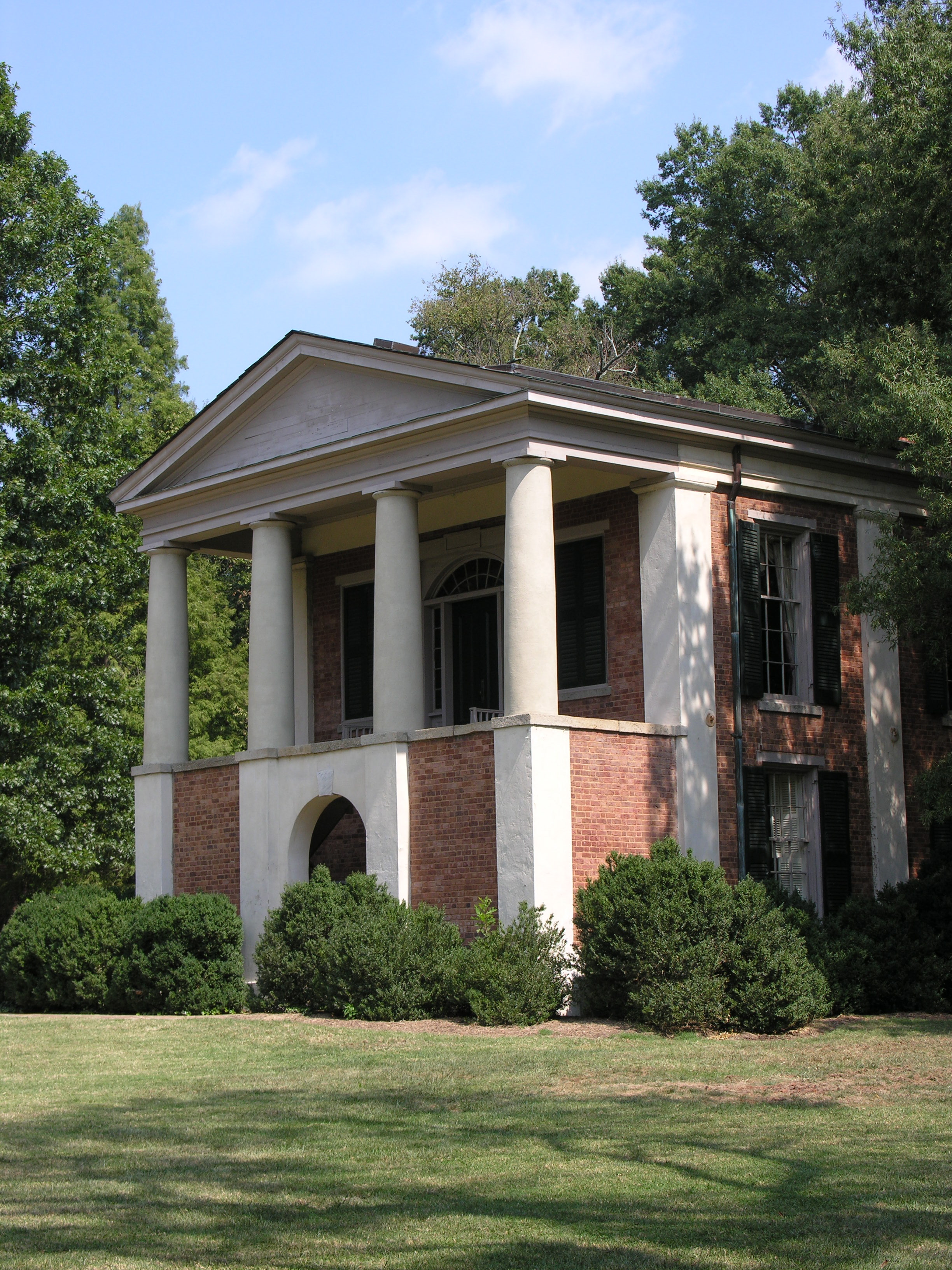
フィランソロピー・ホール（上）、およびユーメニアン・ホールは国家歴史登録財に指定されている。

1850年代、デイビッドソン大学は「スカラシップ・プラン」と呼ばれる資金調達手段を導入した。これは、1人100ドルで、向こう20年間、授業料全学をカバーする奨学金を得る権利を販売するというものであった。このスカラシップ・プランによって、同学は1850年代前半を乗り切った。やがて1856年、マックスウェル・チャンバーズが大学に250,000ドルを寄付した。この莫大な寄付金により、デイビッドソン大学はプリンストン大学以南では最も財政的に豊かな大学となった。この寄付金で、チャンバーズの名を冠した、後に大学のメインの校舎となるチャンバーズ・ビルディングが建てられた。この校舎は1921年に原因不明の火災により焼失したが、ロックフェラー家からの寄付で創られた基金で、その8年後には建て直された。
1887年には、大学最初の図書館であるユニオン図書館がチャンバーズ・ビルディングの2階に設けられた。1910年にカーネギー図書館が建てられると、大学のメインの図書館としての役割は新しく建てられたカーネギー図書館に移り、ユニオン図書館は学生の勉強場所として専ら使われるようになった。しかし、1921年に前述の火災でチャンバーズ・ビルディングが焼失すると、ユニオン図書館も失われた。カーネギー図書館は、1941年にグレイ記念図書館が開館するまで使われた。現在のメインの図書館であるE・H・リトル図書館は、1974年に建てられたものである。
1962年には、デイビッドソン大学は初めて有色人種の学生を受け入れた。1972年には、初めて学位を与える候補生として女子学生を受け入れた。女子学生の履修自体は1860年代から認められていたが、当時は南北戦争に取られた学生の「穴埋め」的に認められていたに過ぎず、学生寮への入寮や課外活動への参加は認められず、学位も与えられなかった。そのため、デイビッドソン大学で高等教育を受け始めた女子学生は、近隣のセーラム女子大学やクイーンズ大学に編入して学位を手にしていた。1901年にはアニー・ブラウンが準学士の、また1906年にはグレイディーズ・サマーズが学士の取得要件をそれぞれ満たしたが、大学からは履修証明しか与えられなかった。デイビッドソン大学から初めて学位を与えられた女子卒業生は、1973年に優等で卒業したマリアンナ・「ミッシー」・ボアズ・ウッドワードで、その年の217人の卒業生のうちたった1人の女子であった。
2002年、ロイヤル・シェイクスピア・カンパニー（RSC）はデイビッドソン大学で2週間にわたって公演を行い、「ヴェニスの商人」を上演した。その後、RSCは2005-08年の4年間にわたって、デイビッドソン大学でレジデンシーとして公演を行った。

## キャンパス

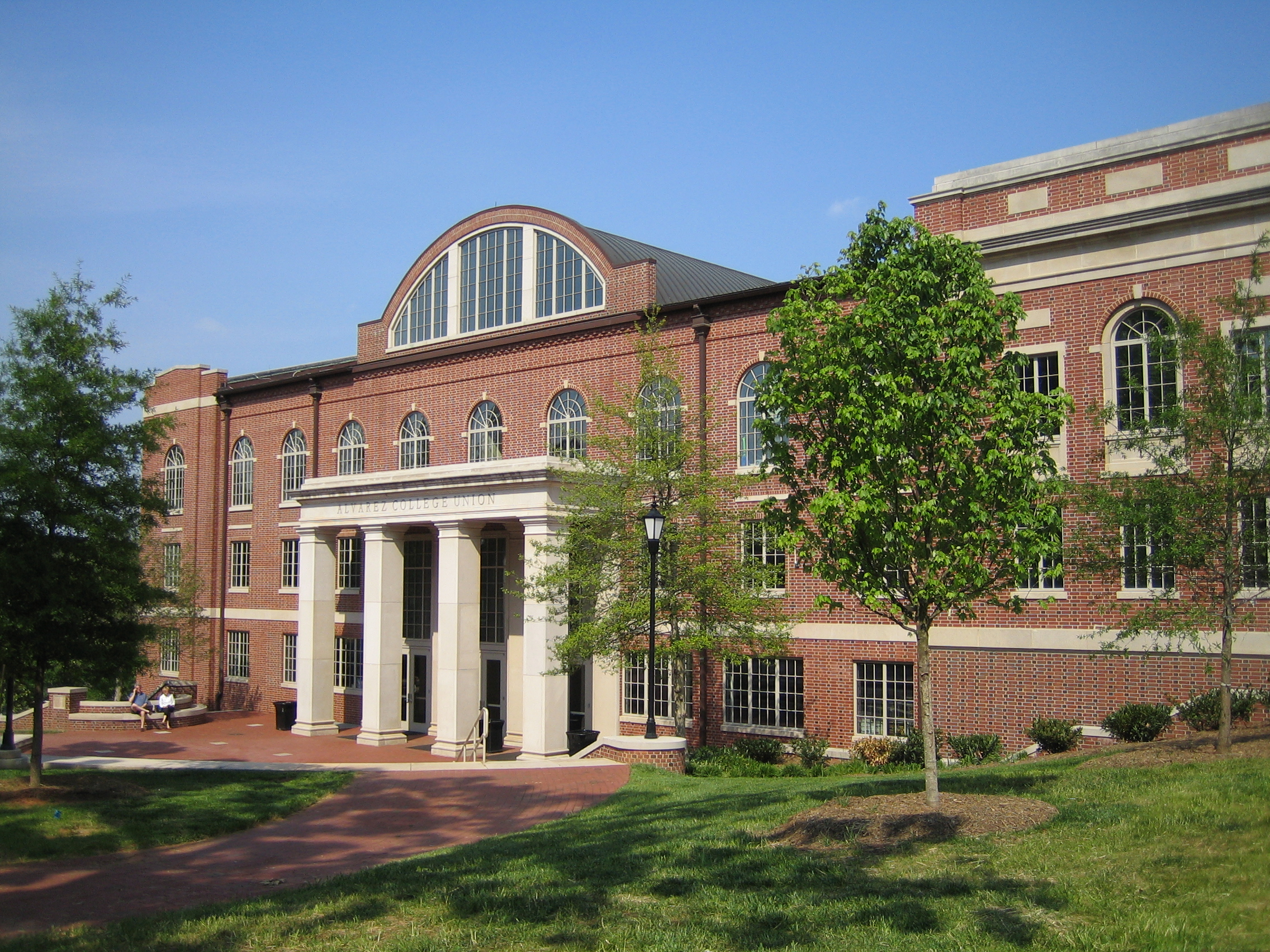
アルバレス・カレッジ・ユニオン

デイビッドソン大学はノースカロライナ州最大の都市シャーロットのアップタウンから北へ約30km、デイビッドソン町の中心部、メイン・ストリートの東側に665エーカー（269.1ha）のメインキャンパスを構えている。メインキャンパスの中心には、同学の「本館」的な位置づけである校舎、チャンバーズ・ビルディングが建っている。その「正面」にあたる西側の広場には、フィランソロピー・ホールやユーメニアン・ホールといった歴史的建築物や、戦死した卒業生を祀る戦没者記念碑、学内で「ここでキスをしたカップルは将来結ばれる」という言い伝えのある古井戸がある。この広場の南側、メイン・ストリート沿いには、大学教会が建つ。一方、チャンバーズ・ビルディングの「裏手」、東側には、彫刻庭園をはさんで、大学のメインの図書館であるE・H・リトル図書館が建っている。この図書館のさらに東側には、フットボールのスタジアム、体育館・競泳用プール・屋内テニスコート等の施設が入ったベイカー・スポーツ・コンプレックス、および屋外テニスコートが設けられている、この他の教育・研究目的の校舎は概ね、メインキャンパス南側に集中して建っている。
一方、学生寮は概ね、メインキャンパス北側に建ち並んでいる。学生寮群の東側には、野球場やゴルフ場、サッカースタジアム、フィールドホッケーのフィールド等の体育施設が設けられている。また、これらの施設を囲むように、クロスカントリー競走のコースも設けられている。
メインキャンパスの大部分はメイン・ストリートの東側に広がっているが、西側にもわずかに大学の建物が建つ。メイン・ストリートとグリフィス・ストリートの南西角には、ベルク視覚芸術センターが建っている。また、グリフィス・ストリート以北のメイン・ストリート両側には、管理・事務系の建物が建ち並んでいる。
デイビッドソン大学はメインキャンパスに加えて、その北西約11km、町の西に広がるノーマン湖のほとりに、110エーカー（44.5ha）のレイクキャンパスを有している。レイクキャンパスは専ら学生や教職員のレクリエーションのために設けられているもので、冬季を除く3-10月の間のみ開かれ、遊泳エリアやビーチバレーコート、貸ボートなどの施設を有している。また、レイクキャンパスは同学のボートクラブの活動場所にもなっている。

## 学術と教育

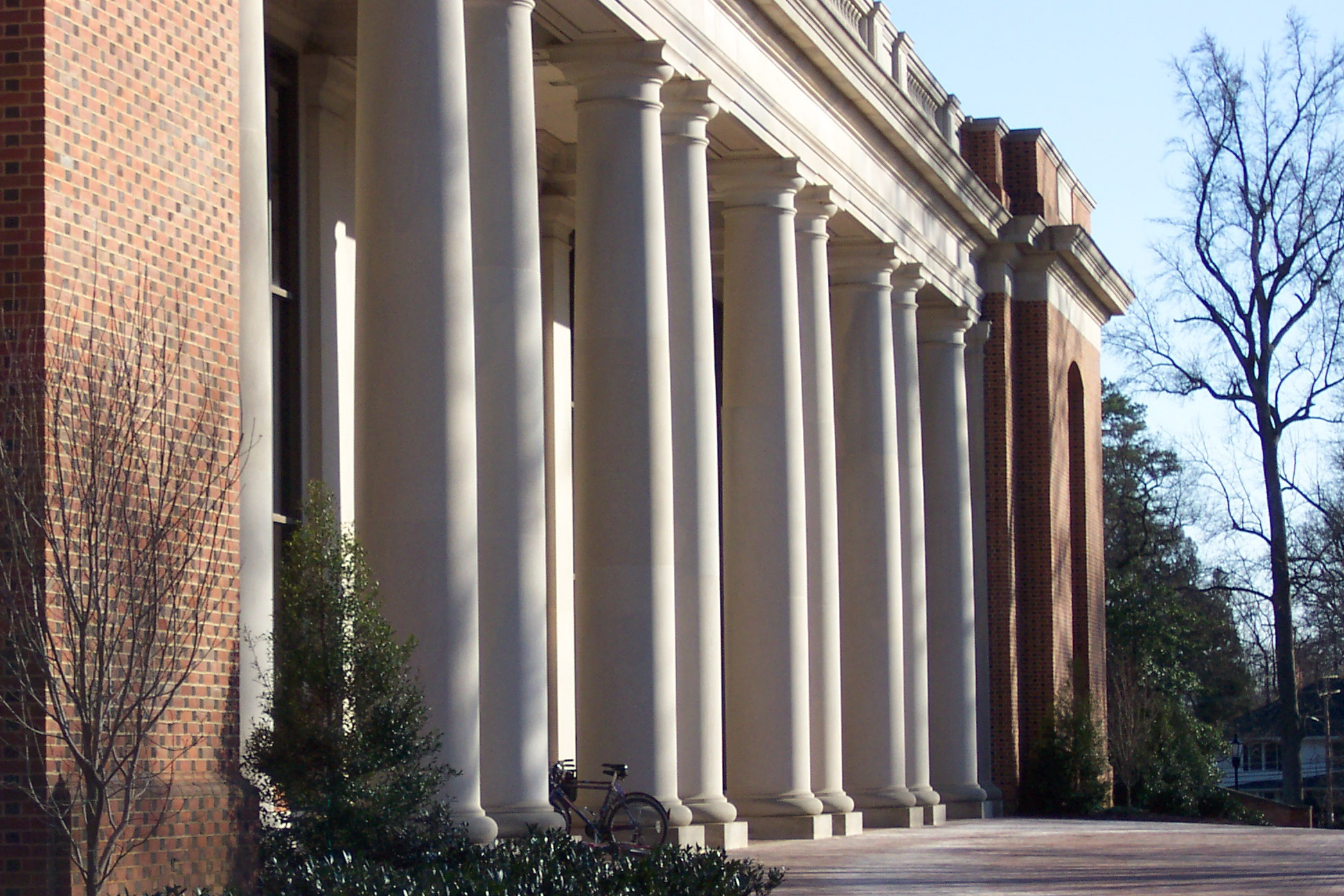
E・H・リトル図書館

デイビッドソン大学は南部大学学校協会（SACS）により認定を受けている。同学は学部生のみ約1,800人の学生を抱え、学生対教授の人数比は9:1、クラスサイズの平均は16人、全講義の約70%は20人以下の学生数で行われているという、リベラル・アーツ・カレッジの特徴とも言える少人数制教育を徹底して行っている。同学は29の専攻プログラムを提供しているのに加えて、学際的研究センター（Center for Interdisciplinary Studies、CIS）を通じて、学生が学際的な専攻を自分で設計することもできる。加えて、40の副専攻プログラム（14の学際的副専攻プログラムを含む）、および法学や医学などの専門職大学院進学準備プログラムも提供されている。また、デイビッドソン大学で3-4年、その後提携先大学の工学部で2年学ぶことで、デイビッドソン大学の教養学士と提携先大学の工学士の両方の学位を取得できる、3-2（もしくは4-2）デュアル・ディグリー・プログラムも、コロンビア大学およびワシントン大学との間で提供されている。

### 全学必修科目
デイビッドソン大学では、4年間の学びにおいて必要となる分析力、知的議論力、および文書構成力を身に付けるために、最大14人という少人数で行われる、「Writing 101」と呼ばれる集中的な作文の科目を1年次に必修としている。なお、この科目は、「Humanities 103」と「Humanities 104」と呼ばれる、一続きで丸一年かけて行われる人文科学系の科目群でも代えることができる。
卒業までに必要となる単位には加算されないものの、学業と運動のバランスの取れた、健康的な生活の基盤を作ることを目的として、体育も必修となっている。同学の必修体育科目は、レクリエーション的なスポーツもしくはアウトドア活動の中から選択する生涯活動（2科目必修）、およびチームスポーツ（1科目必修）の2つに大別される。なお、同学の代表スポーツチーム選手は、公式ロースターに登録されていることを条件に、生涯活動2科目（登録期間が4年間未満の者は1科目）、および当該競技のチームスポーツを履修したものとみなされる。

### ランキングと入試
デイビッドソン大学はヒドゥン・アイビーの1つに数えられ、USニューズ&ワールド・レポート誌が毎年出している大学ランキングでは、全米のリベラル・アーツ・カレッジの中で常にトップ20に入っている。同誌によると、入学難易度も最難関の部類に入るとされている。合格者の中間50%（25-75パーセンタイル）はSAT Critical Reading（国語）が800点満点中650-720点、Math（数学）が800点満点中660-750点、合計が1600点満点中1310-1470点となっている。ACTでは、36点満点中30-33点となっている。例年、志願者数に対する合格率は20%前後にとどまる。デューク大学やノースカロライナ大学チャペルヒル校といったノースカロライナ州を代表する名門総合大学や、ジョージタウン大学、バージニア大学がよく併願される。

## スポーツ

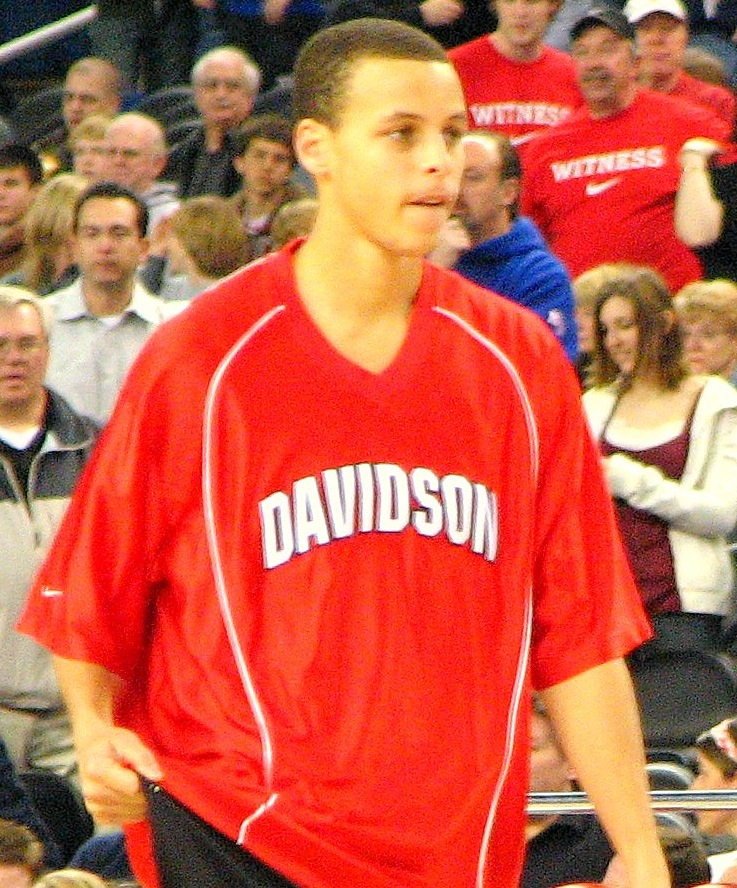
2008年NCAAトーナメントでのステフィン・カリー

デイビッドソン大学のスポーツチーム、ワイルドキャッツは下記の通り、男子10種目、女子9種目で競っている。このうち、フットボールのチームはNCAAディビジョンI FCS（旧I-AA）のパイオニア・フットボール・リーグに所属している、それ以外のチームは、全てNCAAディビジョンIのアトランティック10カンファレンスに所属している。
男子
- 野球
- バスケットボール
- クロスカントリー
- フットボール
- ゴルフ
- サッカー
- 競泳・飛び込み
- テニス
- 陸上（トラック&フィールド）
- レスリング

女子
- バスケットボール
- クロスカントリー
- フィールドホッケー
- ラクロス
- サッカー
- 競泳・飛び込み
- テニス
- 陸上（トラック&フィールド）
- バレーボール

中でも、男子バスケットボールチームはカンファレンスで上位に食い込むチームで、NCAAトーナメントにもたびたび出場している。当時2年生だったステフィン・カリーを擁した2008年には、シーズン序盤こそノースカロライナ大学、デューク大学、UCLAといった強豪校との対戦が続き、10戦終了時で4勝6敗と苦戦したものの、そこから22連勝（当時所属していたサザン・カンファレンスでは20戦全勝）、カンファレンストーナメントでも優勝し、その年のNCAAトーナメントに出場した。NCAAトーナメントでも、第10シードながらゴンザガ大学（第7シード）、ジョージタウン大学（第2シード）、ウィスコンシン大学（第3シード）を次々と破ってエリート8に進出した。地区決勝戦では、第1シードで、同年の全米優勝校となったカンザス大学に僅か2点差で敗れたが、デイビッドソン大学とカリーは旋風を巻き起こした。

## 倫理規定
デイビッドソン大学は1837年の創立以来、倫理規定（Honor Code）をその文化として守り抜いている。同学ではこの倫理規定の下に、学生、教授、および管理・事務系職員の間の信頼関係が築かれている。1904年には、当時の学長ヘンリー・ルイス・スミスが、同学の履修要覧に次のように記している。

Davidson frankly avows her belief that Character is more important than Education, that Sincerity, Honor, and Purity are more valuable than Knowledge... true breadth of culture is found in the harmonious development of body, mind, and moral nature.

（訳）デイビッドソンは教育よりも人格がより重要であると、また知識よりも誠実さ、名誉、および純粋さのほうがより価値があると、率直に認める... 文化の真の広がりは、体、心、および徳性の調和のとれた発達の中にこそ見出せる。

具体的には、倫理規定では「盗まない」「大学の学務に関して虚偽を述べない」「不正をしない」ことが求められている。「盗む」とは、正当な権利もしくは許可無く、あらゆる所有物を意図的に取得することである。「虚偽を述べる」とは、あらゆる形で意図的に誤りを伝えることである。「不正をする」とは、明示的に禁じられているか否かに関わらず、不誠実に行動や手段を取る、もしくは援助を得ることである。「不正」には剽窃も含む。
この倫理規定の存在により、学生はテイク・ホーム試験（自室に持ち帰って受ける試験）や、自分でスケジュールを決め、試験監督なしで行われる期末試験などの自由を享受することができる。また、この規定は学業に限らず、例えば遺失物・拾得物の告知等、大学生活のあらゆる場面で生きてくる。一方、この規定に違反した者は、厳しく罰せられることもある。
デイビッドソン大学の新入生は全員、入学時に下記の誓約文に署名し、この倫理規定を遵守する意思を示すことが義務付けられている。

On my honor I have neither given nor received unauthorized information regarding this work, I have followed and will continue to observe all regulations regarding it, and I am unaware of any violation of the Honor Code by others.

（訳）私の名誉において、私は認められていない情報の授受を行っていないこと、関連する全ての規定を遵守しており、またこれからも遵守すること、また、他者によるいかなる倫理規定違反も認識していないことを、ここに誓う。

## 学費援助
リベラル・アーツ・カレッジの常として、デイビッドソン大学の学費は決して安くはないが、同学は「デイビッドソン・トラスト」と呼ばれるユニークな学費援助プログラムを持っている。これは、学生が在学中に必要となる学費（授業料・寮費・学生食堂での食費を含む）の全てを、給付型奨学金、および学内での雇用で賄うことを確約するものである。
全米の大学で学生の借入金問題が表面化し、その総額は2011年時点で1兆ドルを超えると言われている一方、デイビッドソン大学はこのプログラムにより、親が高収入でなくても、学生が借入金無しで卒業することを可能にしている。この借入金問題を受けて、他大学の例ではプリンストン大学やダートマス大学等でも、卒業時の学生の借入金をできるだけ減らす施策を打っているが、借入金をゼロにすることを可能にし、かつそれを確約する学費援助プログラムを導入したのは、（士官学校など学費そのものが無償である大学を除いては）全米のリベラル・アーツ・カレッジの中でデイビッドソン大学が初めてである。
2012年には、同学を1957年に卒業したエドワード・L・「テッド」・ベイカーが、このプログラムのために同学に2,500万ドルを寄付した。

## 註
1. 1 2 3 4 5 6 7 8 9  Fast Facts. Davidson College. 2020年5月5日閲覧.
2. 1 2  History & Traditions. Davidson College. 2020年5月5日閲覧.
3. 1 2 3 4 5 6 7 8 9  Davidson College. U.S. News & World Report. 2019年. 2020年5月5日閲覧.
4. ↑  Brand Guide. Davidson College. 2020年5月5日閲覧.
5. 1 2  Greene, Howard and Matthew W. Greene. Greenes' Guides to Educational Planning: The Hidden Ivies, 3rd Edition: 63 of America's Top Liberal Arts Colleges and Universities. New York: HarperCollins. 2016年. ISBN 978-0062420909.
6. 1 2  Best Colleges 2020: National Liberal Arts Colleges Rankings. U.S. News & World Report. 2019年. 2020年5月6日閲覧.
2020年版（2019年発行）では17位であった。
7. 1 2  About the Atlantic 10 Conference. Atlantic 10 Conference. 2013年6月30日. 2020年5月6日閲覧.
8. 1 2 3 4 5 6 7 8 9 10  College History Timeline. The Davidson Encyclopedia. Davidson College. 2020年5月15日閲覧.
9. ↑  Home. Davidson Historical Society. 2020年5月15日閲覧.
10. ↑  NORTH CAROLINA - Mecklenburg County. National Register of Historic Places. 2020年5月15日閲覧.
11. ↑  Chambers - The Old and the New. The Davidson Encyclopedia. Davidson College. 2020年5月15日閲覧.
12. 1 2 3  Union Library. The Davidson Encyclopedia. Davidson College. 2020年5月15日閲覧.
13. 1 2  Carnegie Library of Davidson College. The Davidson Encyclopedia. Davidson College. 2020年5月15日閲覧.
14. ↑  Little Library. The Davidson Encyclopedia. Davidson College. 2020年5月15日閲覧.
15. ↑  Coeducation. The Davidson Encyclopedia. Davidson College. 2020年5月15日閲覧.
16. ↑  Hatcher, Thurston. Royal Shakespeare comes to small college town. Cable News Network. 2002年2月26日. 2020年5月17日閲覧.
17. ↑  Tannenbaum, Perry. Davidson-On-Avon: College receives Royal treatment. Creative Loafing Charlotte. 2005年. 2020年5月17日閲覧.
18. 1 2 3 4 5  Campus Map, Maps and Directions. Davidson College. 2020年5月12日閲覧.
19. ↑  War Memorials Honor Service, Sacrifice of Davidson Alumni. Davidson College. 2020年5月12日閲覧.
20. ↑  Lake Campus. Davidson College. 2020年5月12日閲覧.
21. ↑  Accreditation. Davidson College. 2020年5月12日閲覧.
22. ↑  Accreditated and Candidate List: Feburuary 2020. p.4. Southern Association of Colleges and Schools. 2020年2月. 2020年5月12日閲覧.
23. ↑  Center for Interdisciplinary Studies. Davidson College. 2020年5月12日閲覧.
24. ↑  Engineering. Davidson College. 2020年5月12日閲覧.
25. ↑  Writing Program, Writing Requirement. Davidson College. 2020年5月12日閲覧.
26. ↑  Physical Education: Courses and Requirements. Davidson College. 2020年5月12日閲覧.
27. ↑  Class of 2023 Profile. Davidson College. 2019年7月30日. 2020年5月12日閲覧.
28. ↑  Home. Davidson Wildcats. 2020年5月16日閲覧.
29. ↑  About the PFL. Pioneer Football League. 2020年5月16日閲覧.
30. ↑  Lopresti, Mike. March Madness: A look back at Davidson, Stephen Curry's run in 2008. NCAA. 2018年3月12日. 2020年5月16日閲覧.
31. 1 2 3 4  Honor Code. Davidson College. 2020年5月19日閲覧.
32. 1 2 3  The Davidson Trust. Davidson College. 2020年5月19日閲覧.
33. 1 2  Corrigan, Catherine. Debt-Free College? Yes, It Exists. CNBC. 2012年9月25日. 2020年5月19日閲覧.